# Église Saint-Michel de Montaner
L'église Saint-Michel est une église catholique située à Montaner, en France.

## Localisation
L'église est située dans le département français des Pyrénées-Atlantiques, sur la commune de Montaner.

## Historique
L'église Saint-Michel de Montaner, bâtie dès le XIe siècle sur les pentes de la butte supportant la forteresse, a été classée en 1957 comme monument historique.

## Description

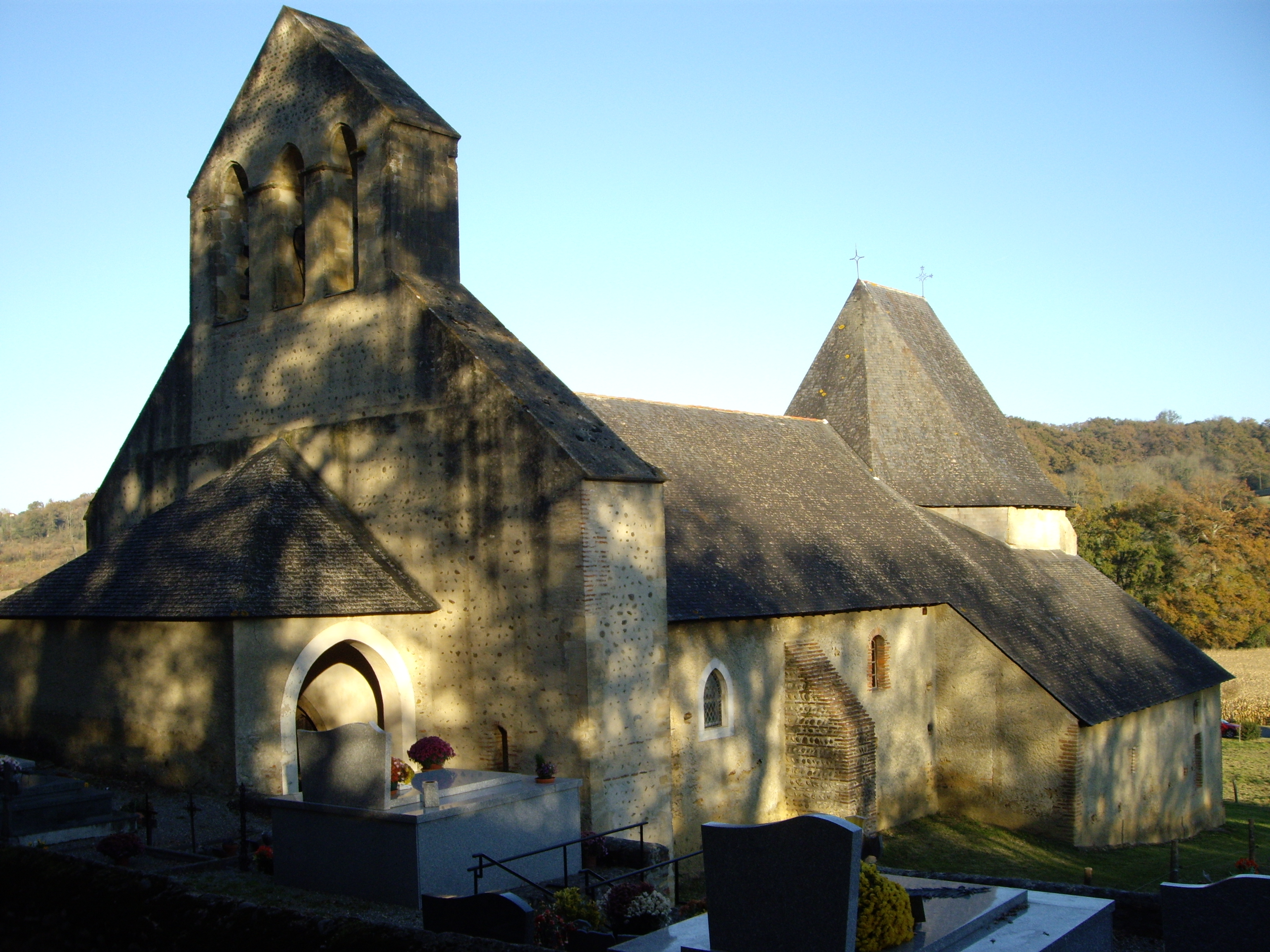
L'église Saint-Michel de Montaner.
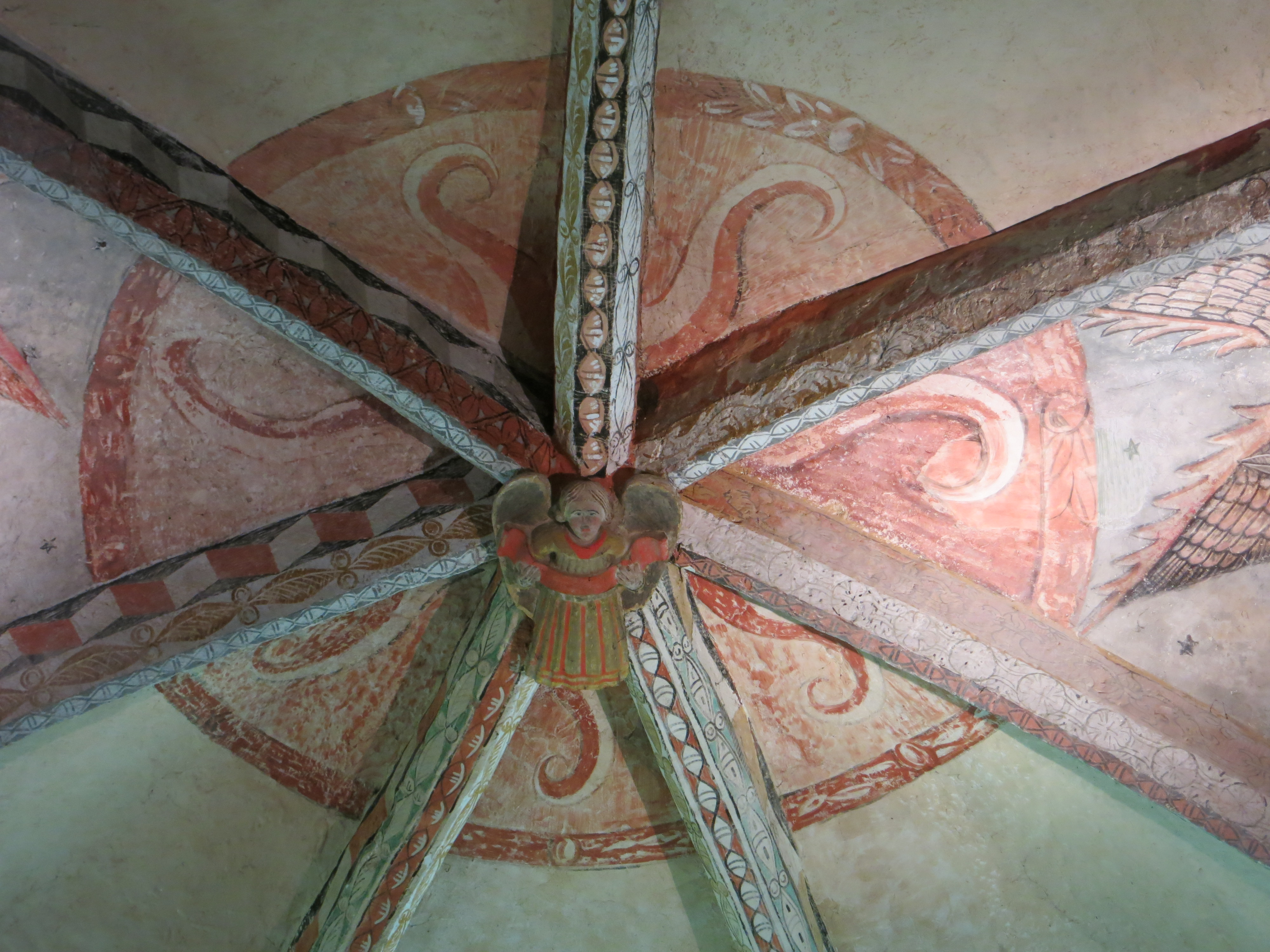
La clef de voûte de l'église.
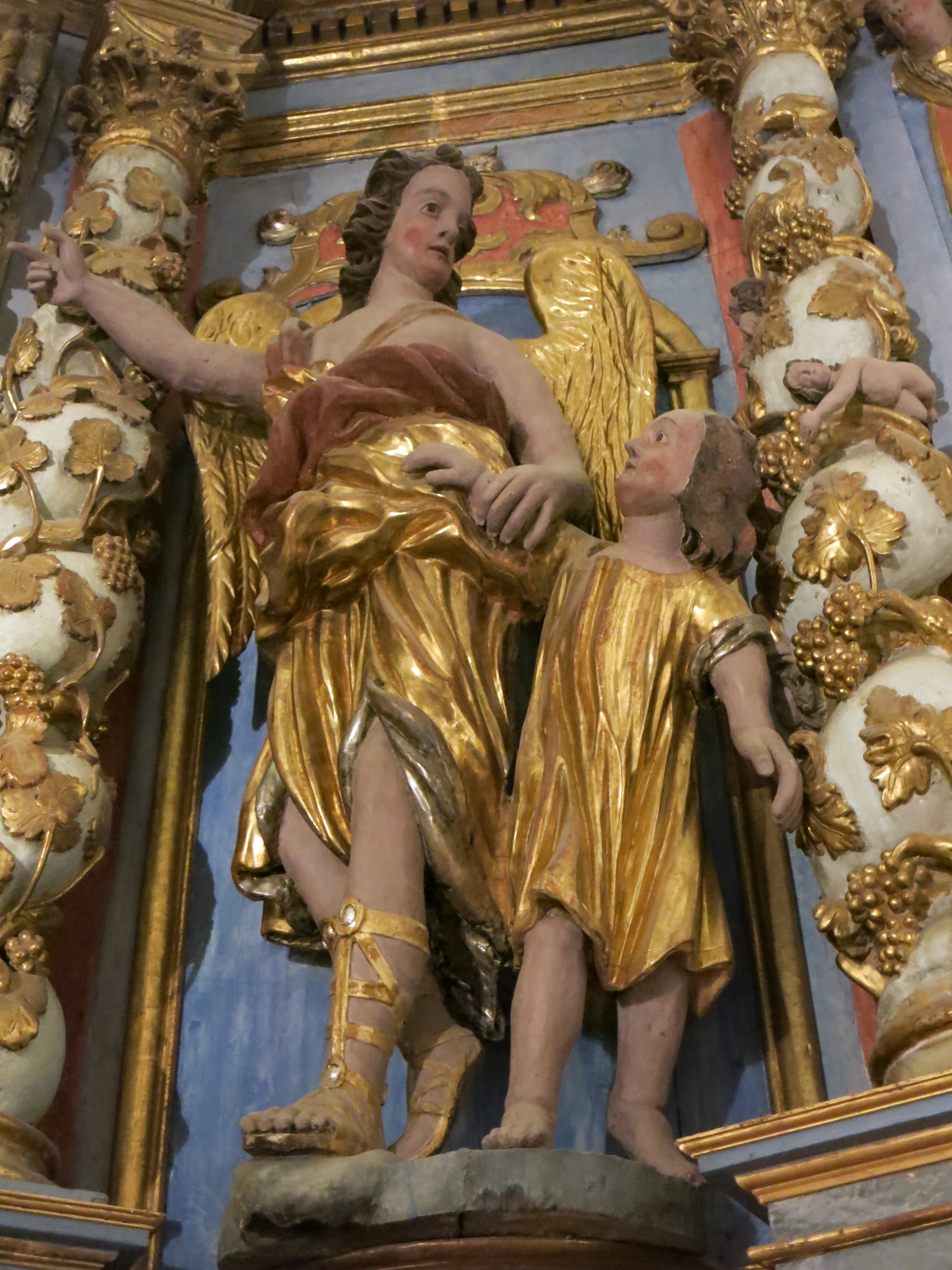
Détail du retable majeur, XVIIIe siècle.
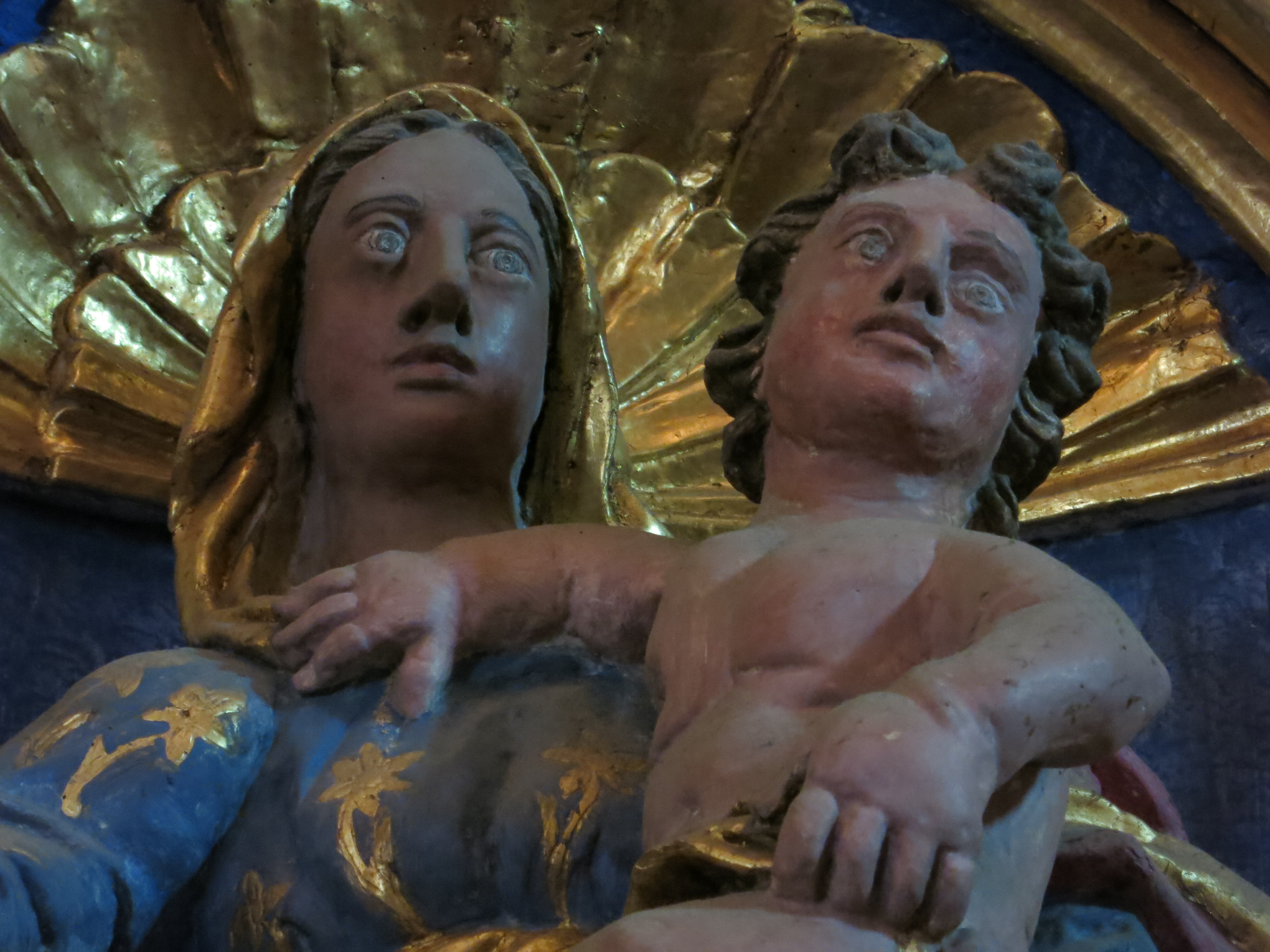
Vierge à l'enfant, XVIIIe siècle.

Cet édifice gothique abrite un remarquable ensemble de fresques,,, du XVe siècle et un retable monumental datant du XVIIIe siècle que l'on attribue à Marc Ferrère. Les fresques ont été recouvertes de chaux par les protestants, ce qui les a abîmées tout en les protégeant de la lumière. Le côté intérieur du mur d'entrée est orné d'une grande fresque représentant le jugement dernier. On y voit entre autres une intéressante moisson des âmes où un démon charge sa hotte de ceux qu'il emmène en enfer. On y voit un homme aux mains coupées - un voleur -, deux moines à la tête tonsurée, une figure portant un bonnet - peut-être une femme juive -, et une tête couronnée : quel que soit leur rang temporel, tous les pêcheurs seront châtiés.
On trouve des thèmes et une manière proche dans d'autres églises de la région, à Saint-Michel de Castéra-Loubix et à Saint-Étienne de Lamayou, à Peyraube.

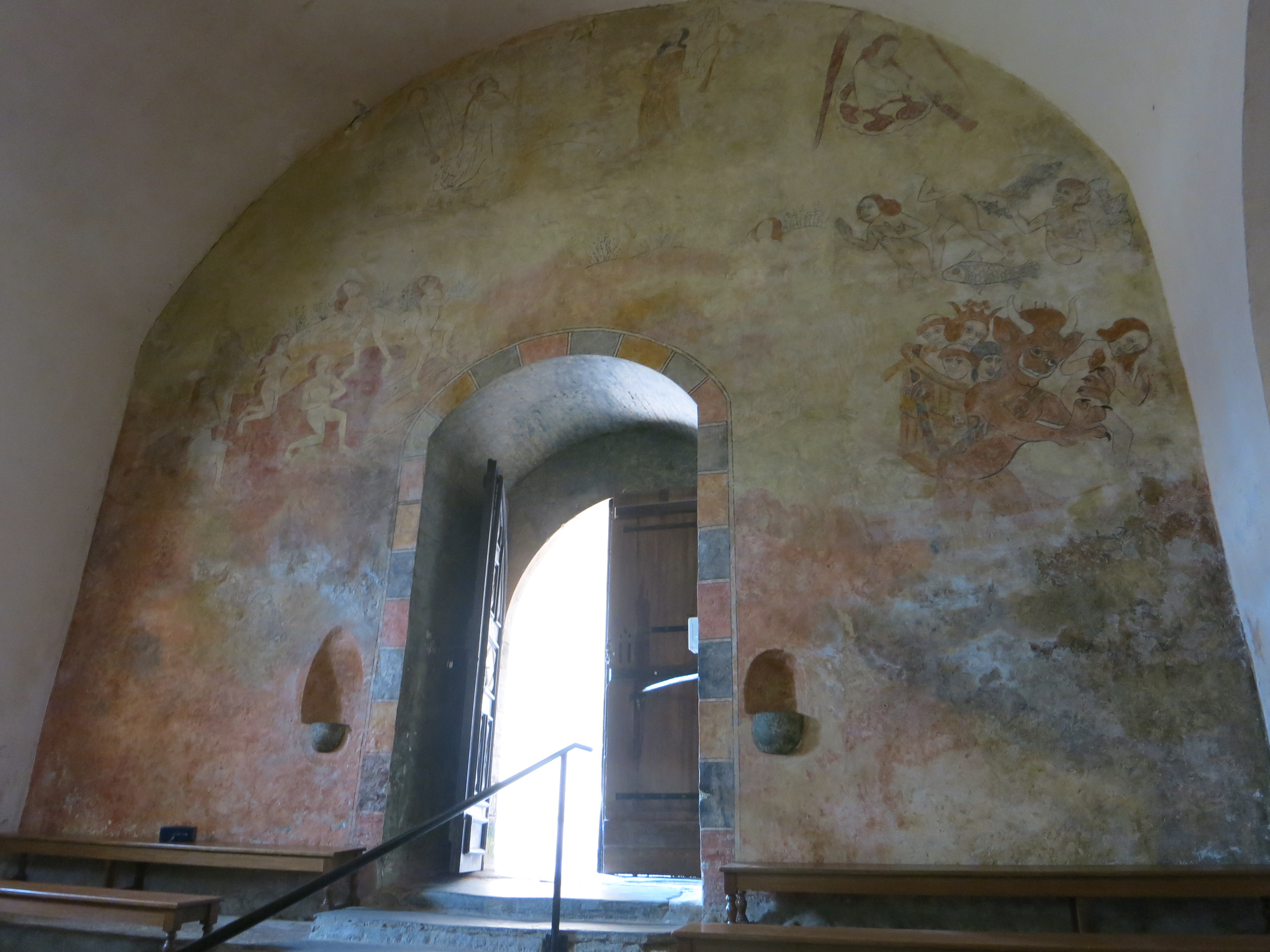
Fresque de la fin du Moyen Âge représentant le jugement dernier, dans l'église Saint-Michel.
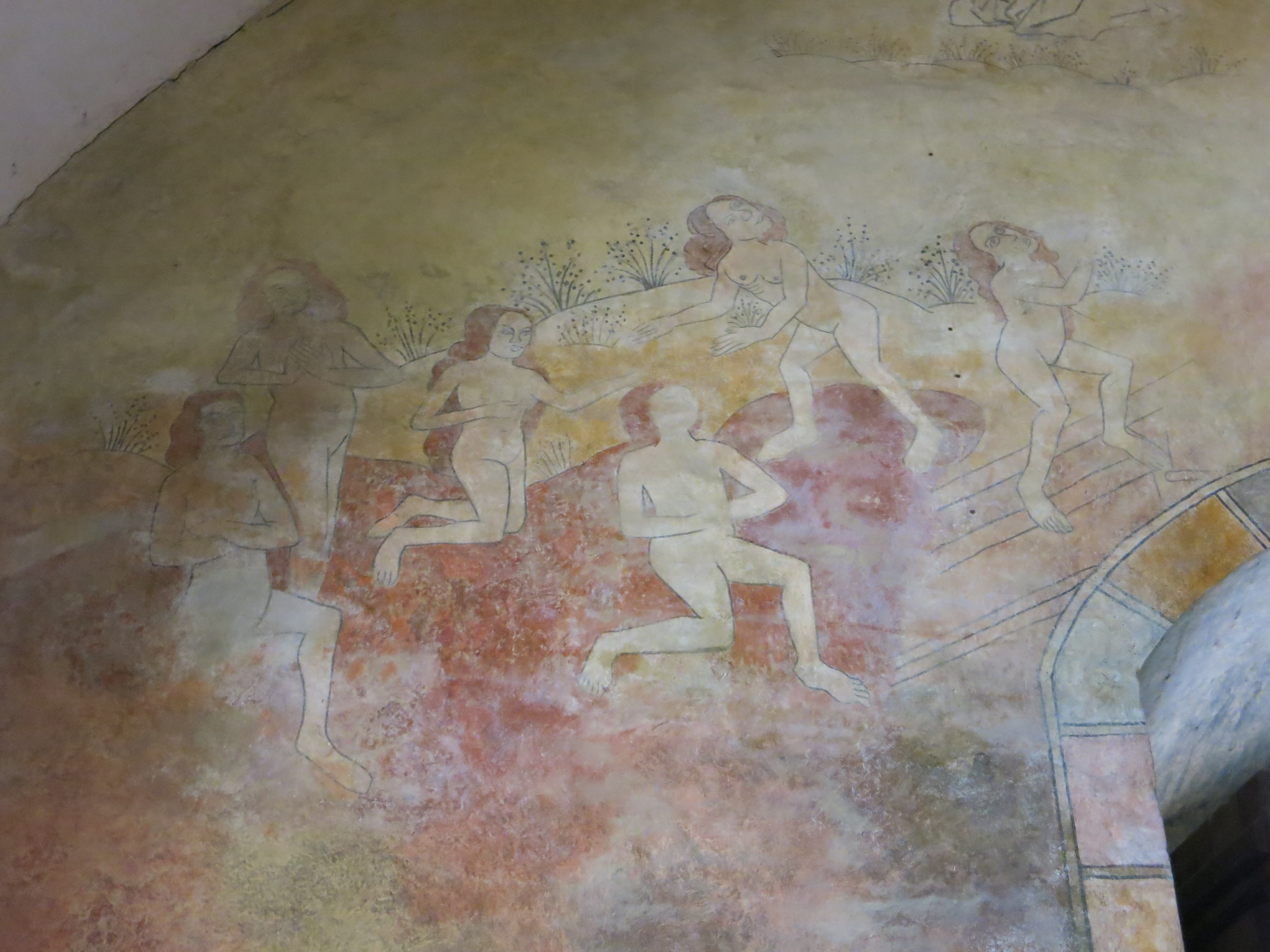
La résurrection, détail de la fresque du jugement dernier.
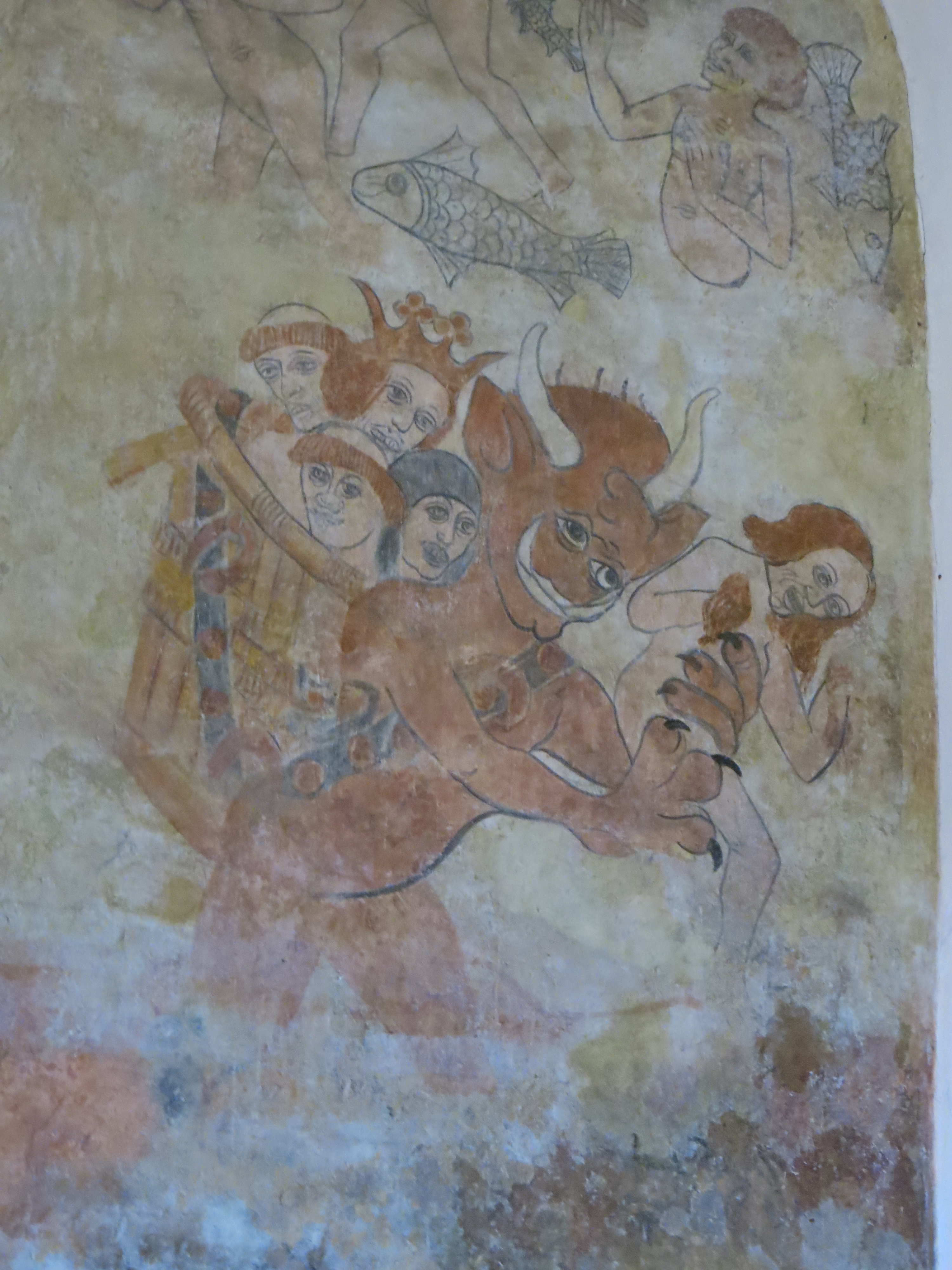
La moisson des âmes.

Dans le cœur on observe trois séries de peinture représentant, la vie de Marie, la création du monde et des ecclésiastiques.

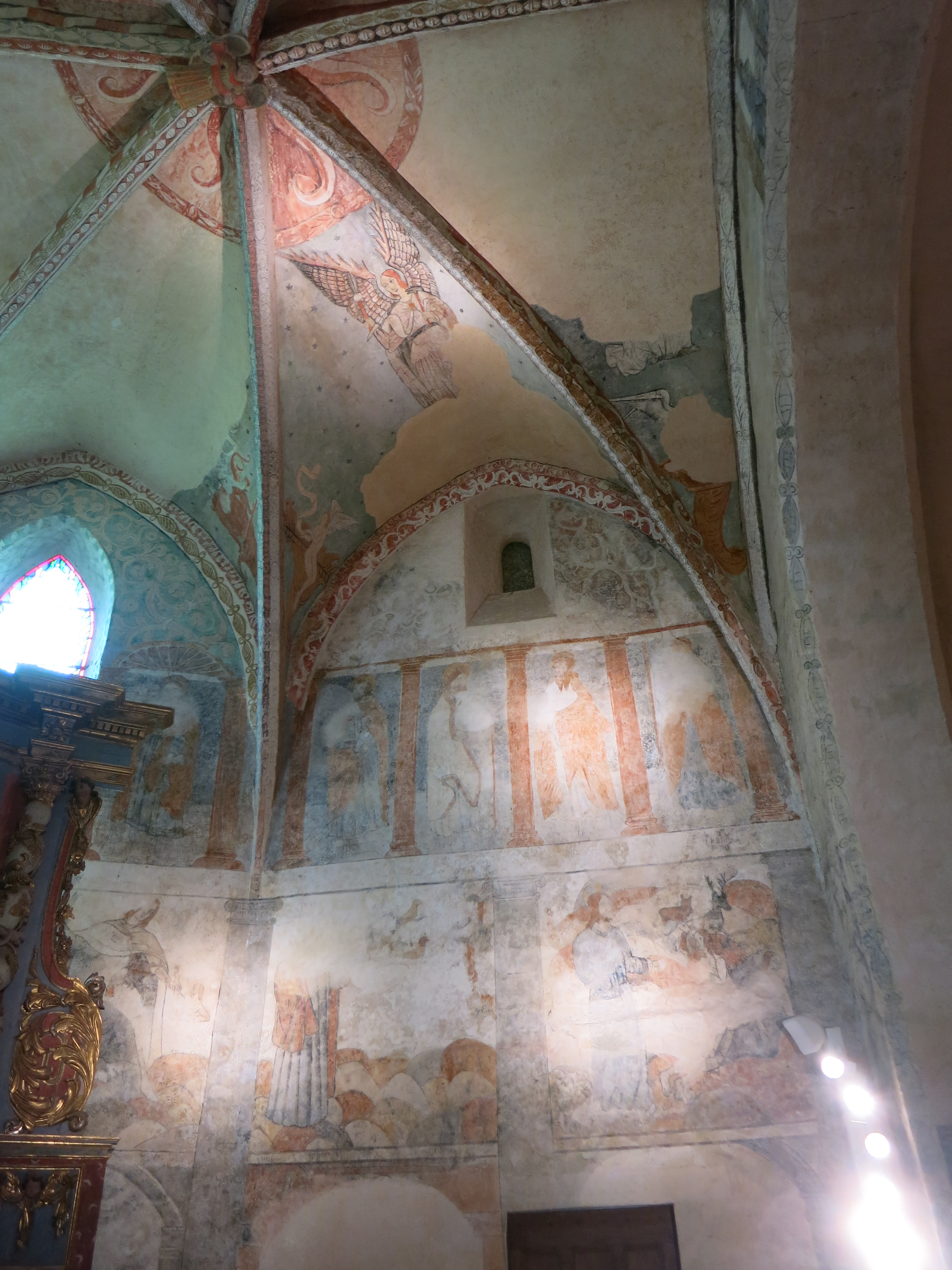
Des murs peints de la fin du Moyen Âge.